# Ian Osborne
Pour les articles homonymes, voir Osborne.
 (novembre 2023).
La mise en forme du texte ne suit pas les recommandations de Wikipédia : il faut le « wikifier ».
Les points d'amélioration suivants sont les cas les plus fréquents :
- Les titres sont pré-formatés par le logiciel. Ils ne sont ni en capitales, ni en gras.
- Le texte ne doit pas être écrit en capitales (les noms de famille non plus), ni en gras, ni en italique, ni en « petit »…
- Le gras n'est utilisé que pour surligner le titre de l'article dans l'introduction, une seule fois.
- L'italique est rarement utilisé : mots en langue étrangère, titres d'œuvres, noms de bateaux, etc.
- Les citations ne sont pas en italique mais en corps de texte normal. Elles sont entourées par des guillemets français : « et ».
- Les listes à puces sont à éviter, des paragraphes rédigés étant largement préférés. Les tableaux sont à réserver à la présentation de données structurées (résultats, etc.).
- Les appels de note de bas de page (petits chiffres en exposant, introduits par l'outil «  Source ») sont à placer entre la fin de phrase et le point final[comme ça].
- Les liens internes (vers d'autres articles de Wikipédia) sont à choisir avec parcimonie. Créez des liens vers des articles approfondissant le sujet. Les termes génériques sans rapport avec le sujet sont à éviter, ainsi que les répétitions de liens vers un même terme.
- Les liens externes sont à placer uniquement dans une section « Liens externes », à la fin de l'article. Ces liens sont à choisir avec parcimonie suivant les règles définies. Si un lien sert de source à l'article, son insertion dans le texte est à faire par les notes de bas de page.
- La présentation des références doit suivre les conventions bibliographiques. Il est recommandé d'utiliser les modèles {{Ouvrage}}, {{Chapitre}}, {{Article}}, {{Lien web}} et/ou {{Bibliographie}}. Le mode d'édition visuel peut mettre en forme automatiquement les références.
- Insérer une infobox (cadre d'informations à droite) n'est pas obligatoire pour parachever la mise en page.

Pour une aide détaillée, merci de consulter Aide:Wikification.
Si vous pensez que ces points ont été résolus, vous pouvez retirer ce bandeau et améliorer la mise en forme d'un autre article.
 (novembre 2023).
Ian Osborne, né le 9 mai 1983 est un homme d'affaires milliardaire de nationalité britannique.
Il est depuis août 2022 le principal actionnaire du Club athlétique briviste. Il a fondé le fonds d'investissement Hedosophia d'une valeur de 1.5 milliard de dollars.

## Biographie

### Carrière
Ian Osborne est originaire de Richmond dans la banlieue de Londres, où il est né d'un père avocat et d'une mère médecin. Il est diplomé du King's College de Londres ainsi que de la London School of Economics, où il obtient son diplôme en 2005.
Au début de sa carrière, il travaille comme conseiller pour Michaël Bloomberg, fondateur milliardaire de l’agence d’informations économiques et ancien maire de New York.
En 2009, il crée son cabinet de conseil, Osborne and Partners, qui prend comme clients DST Global, le fonds de capital-risque dirigé par Yuri Milner, un milliardaire israélo-russe. Puis en 2010, il aide ce dernier à diriger des investissements dans Spotify et Alibaba, où il établit des relations avec les fondateurs respectifs de ces sociétés, Daniel Ek et Jack Ma.
Osborne investit dans le secteur des nouvelles technologies et joue un rôle clé dans l'essor des sociétés d’acquisition à vocation spéciale, ces entreprises qui collectent des fonds pour ensuite acquérir d’autres sociétés en vue de leur introduction en bourse.
En 2012, il co-créé et dirige depuis Hedosophia, un fonds d’investissement international de capital-risque, valorisé à 1,5 milliard de dollars. Il a notamment investi dans les sociétés Spotify, TransferWise et Alibaba.

### Vie privée
Il partage son temps entre ses résidences de Londres et Hong Kong, il possède notamment une carte de résident dans cette dernière.
Il est propriétaire d'un chalet d'une valeur de 60 millions d'euros à Val d'Isère.
En 2023, il fait l'acquisition d'un chalet à Courchevel pour 65 millions d'euros à la suite d'un appel d'offres lancé par la Caisse des dépôts et consignations, ancien propriétaire des lieux qui imposait dans son appel d'offres "d'avoir un positionnement 4 étoiles permettant d’introduire une diversité par rapport aux établissements luxes voisins".

## Controverses
Il est cité en 2015 dans les Panama Papers, en 2013 il a recours au cabinet panaméen Mossack Fonseca pour établir une structure dénommée Hydroplane Offshore Limited dans les Îles Vierges britanniques, un paradis fiscal.